# قرية زمنح (زمنخ ومنوخ)

تعديل مصدري - تعديل

قرية زمنح هي إحدى قرى عزلة زمنح ومنوخ بمديرية زمنخ ومنوخ التابعة لمحافظة حضرموت، بلغ تعداد سكانها 9 نسمة حسب تعداد اليمن لعام 2004.